# 海軍基地

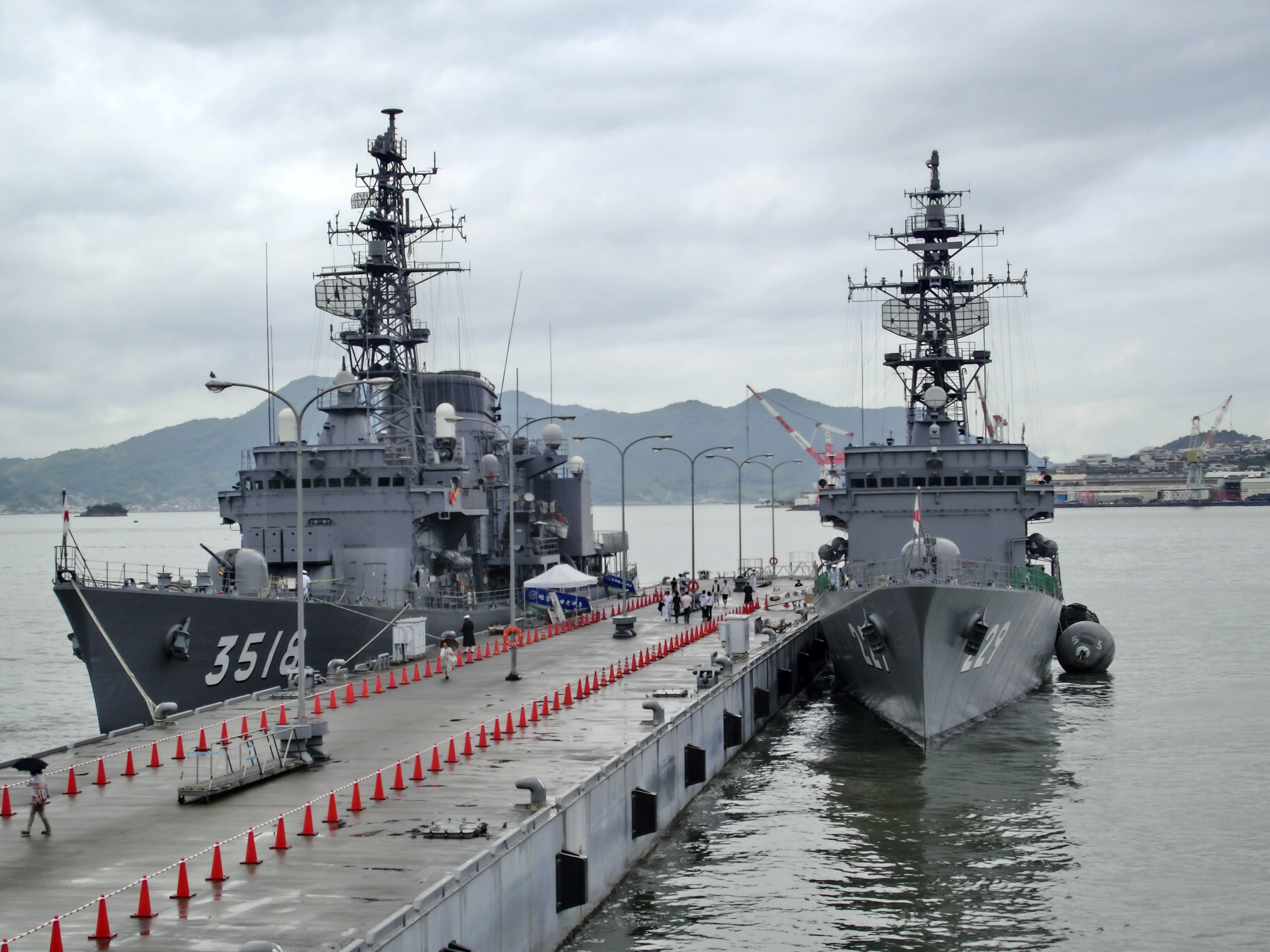
呉にある海上自衛隊の呉基地

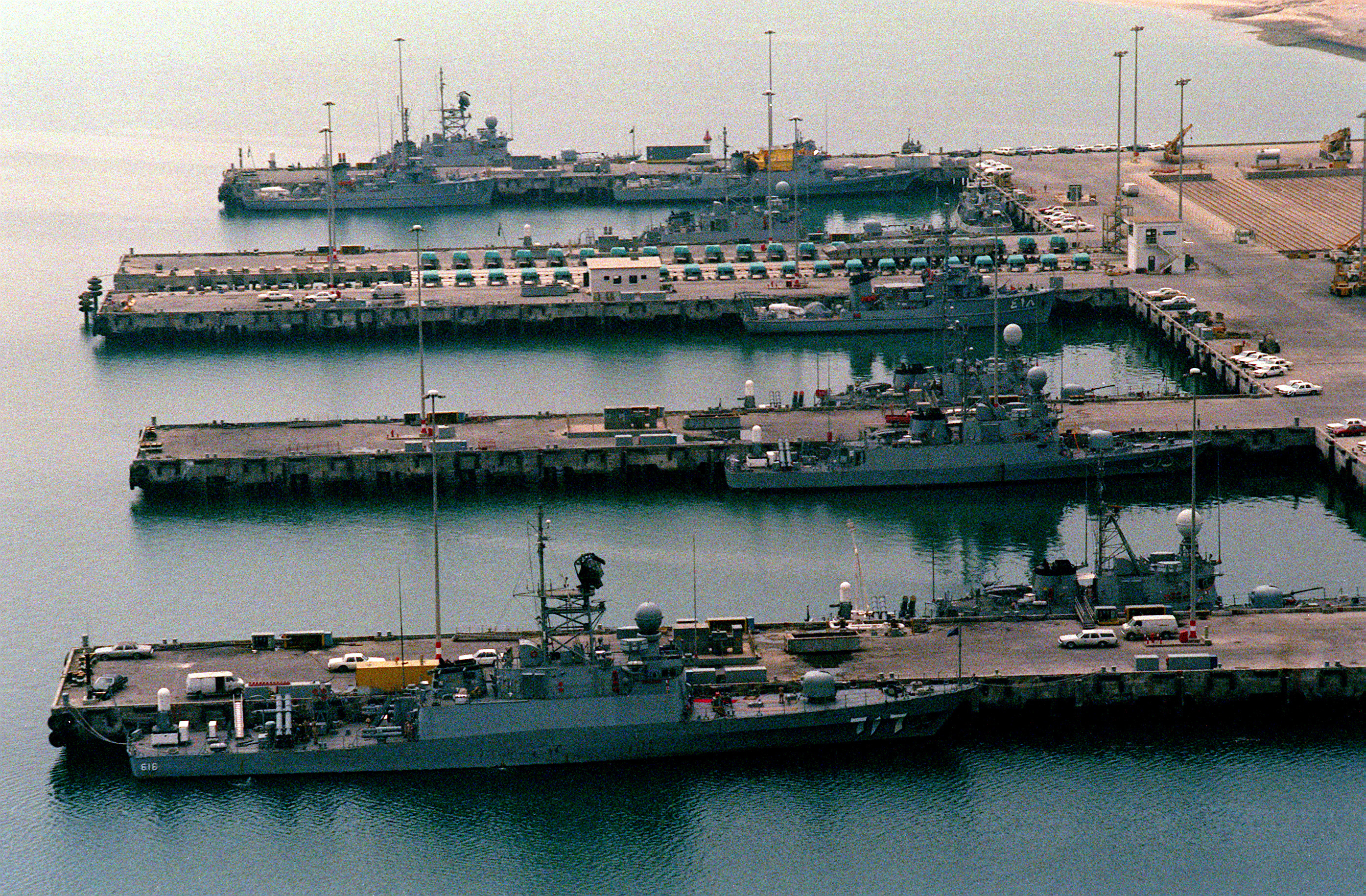
ジュバイルにあるサウジアラビア海軍のキング・アブドゥルアズィーズ海軍基地

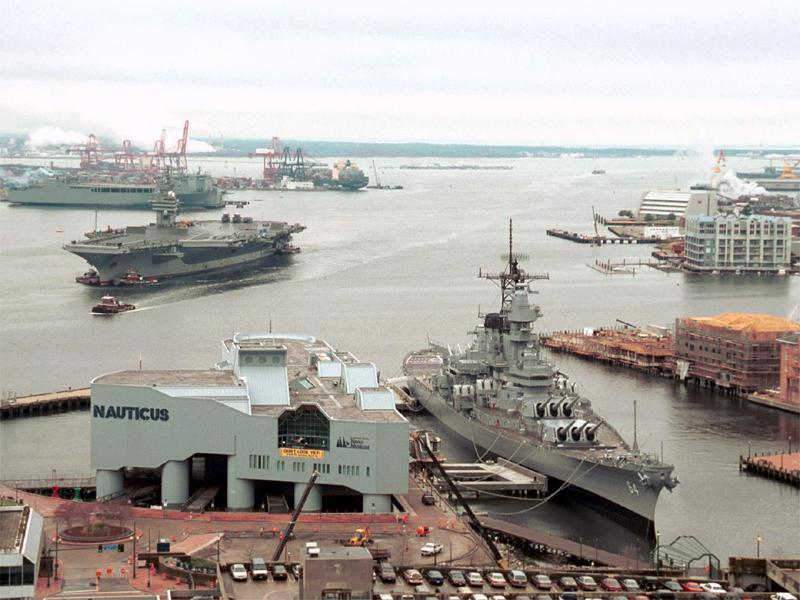
ノーフォークにあるアメリカ海軍のノーフォーク海軍基地

海軍基地（かいぐんきち）とは、軍事基地の一種である。

## 概要
主として、軍艦など海軍の保有する海上兵器を非戦闘時や修理の際に留め置くための施設である。
艦船を停泊させる港や桟橋の他にも、乾ドックなどの修理を行う施設や格納庫、艦隊司令部などが備わっている。さらには兵士の病院や新たな船舶を建造する造船所などが隣接する基地もある。

## 主な海軍基地
- 横須賀基地 (海上自衛隊・アメリカ海軍)
- 佐世保基地 (海上自衛隊・陸上自衛隊・アメリカ海軍)
- 呉基地 (海上自衛隊)
- 舞鶴基地 (海上自衛隊)
- 大湊基地 (海上自衛隊)
- ポーツマス海軍基地 (イギリス海軍)
- ノーフォーク海軍基地 (アメリカ海軍)
- サンディエゴ海軍基地(アメリカ海軍)
- 海軍左営基地（中国語版） (中華民国海軍)
- ロタ海軍基地 (スペイン海軍・アメリカ海軍)
- 昂船洲海軍基地（英語版） (中国人民解放軍海軍)
- カールスクルーナ海軍基地（英語版） (スウェーデン海軍)